# Correspondance littéraire, philosophique et critique

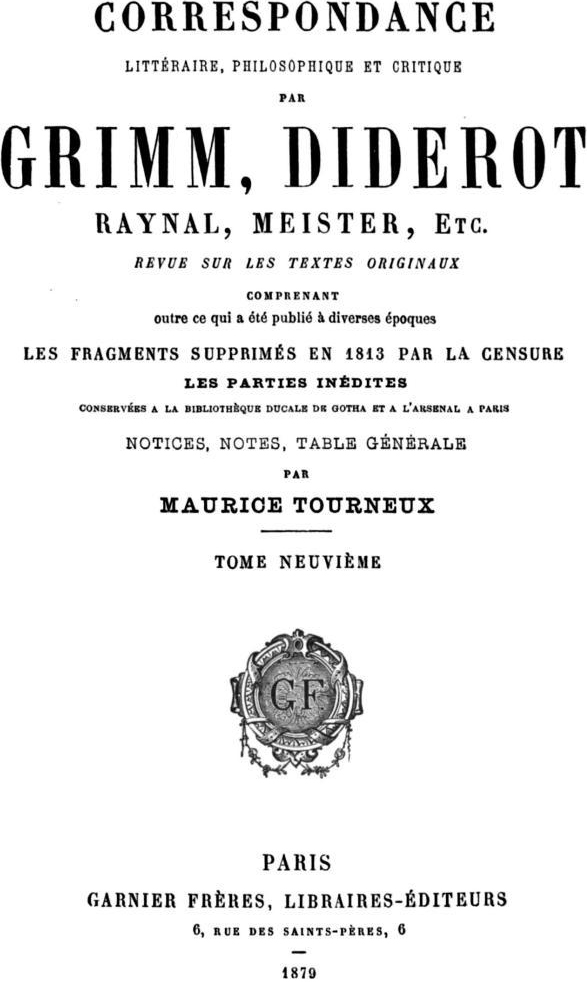
Titelseite eines im Jahre 1879 verlegten Nachdrucks der Correspondance littéraire.

Correspondance littéraire, philosophique et critique oder Correspondance littéraire, philosophique et critique adressée à un souverain d’Allemagne war eine ausschließlich in handschriftlicher Form verbreitete Publikation, die in der Zeit von 1753 bis 1790 in Paris erschien und einem ausgewählten, aristokratischen Leserkreis in Gesamteuropa zugeschickt wurde.

## Gründung
Die Zeitschrift wurde unter dem Titel Nouvelles littéraires  von Guillaume Thomas François Raynal gegründet und erschien unter seiner Ägide von 1747 bis 1753. Im selben Jahr 1753 übernahm Friedrich Melchior Grimm die Leitung, änderte den Namen in Correspondance littéraire, philosophique et critique, die er bis 1775 führte, bevor er sie an Jakob Heinrich Meister, seinen langjährigen Sekretär, abgab. Grimm begann mit literarischen Porträts, Anekdoten, Kritiken und Erzählungen aus dem gesellschaftlichen, kulturellen und künstlerischen Leben der Metropole zu berichten, aber auch – dem umfassenden Philosophiebegriff der Aufklärung genügend – über Neuigkeiten auf wissenschaftlich-technischem Gebiet zu informieren.
Mit seinen Berichten – die zur Umgehung der strengen Zensurauflagen nicht gedruckt, sondern handschriftlich vervielfältigt und per Diplomatenpost als Brief versandt wurden – belieferte Grimm  zunächst (1759) nur drei oder vier Abonnenten,  zuletzt mehr als ein Dutzend europäische Fürstenhöfe und deren Aristokratien, wodurch vereinzelt auch privilegierte Leser aus dem Bürgertum mit den Aktualitäten, Einschätzungen und Meinungen des gesellschaftlichen Lebens von Paris und Frankreich versorgt wurden. Grimms Berichte erschienen in losen vierzehntäglichen, später monatlichen Abständen und waren – ihrem Titel entsprechend – als zeitschriftenartig gestaltete Briefe verfasst.
Die Beiträge in der Correspondance waren dabei von unterschiedlichster Art, thematisch breit gefächert, diskret subjektiv und durchaus kritisch. So wurde über künstlerische Ereignisse ebenso berichtet, etwa über Theaterstücke oder musikalische Darbietungen, wie über philosophische und naturwissenschaftliche Themen und deren Einschätzung, bis hin zu gesellschaftlichem Klatsch. Einen breiten Raum nahmen jedoch die Besprechungen von Neuerscheinungen auf dem Büchermarkt ein. Später wurden im stärkeren Maße auch Betrachtungen über das politische und soziale Leben Frankreichs mit aufgenommen.
Grimm schrieb die Correspondance nicht allein. Als Autoren arbeiteten auch Diderot, d’Alembert, Rousseau, der Schweizer Literat Jacob Heinrich Meister und andere an diesem Periodikum mit.
Fünf Jahre nach Grimms Tod erschien 1812 erstmals eine gedruckte Auswahl von Artikeln der Correspondance der Jahre 1770 bis 1782. Die anonym herausgegebene Publikation nannte als Adressaten im Titel einen „souveraign d’Allemagne“, als Autoren nur Grimm und Diderot, nicht aber Meister. Sie löste einen Skandal aus, die noch lebenden Salonbesucher, deren Äußerungen Grimm in seinen Berichten wiedergegeben und beurteilt hatte, waren fassungslos und fühlten sich kompromittiert, die Diskretion der Salons und Vertraulichkeit der Mitteilungen gebrochen. Daraufhin entschließt sich Meister, der inzwischen nach London emigriert war, die Correspondance selber in gedruckter Form anonym herauszubringen, die wegen seiner Abwesenheit von Paris aber die Aktualität vermissen lässt. 1813 erschien die letzte Lieferung.